# Joaquín Muñoz Riffo
Joaquín Edgardo Muñoz Riffo (Quilleco, Región del Biobío, Chile, 6 de junio de 2006) es un futbolista chileno que juega como Delantero en O'Higgins de Primera División de Chile.

## Trayectoria

### O'Higgins
Llegó con 14 años al Monasterio Celeste luego de ser observado en la filial de O'Higgins en la comuna de Los Angeles, disputó la Copa Libertadores Sub-20 de 2025 organizada en Paraguay.
Debuta en el fútbol profesional con 16 años en la duodécima quinta fecha del Campeonato Nacional 2025 contra Everton de Viña del Mar jugando parte final del encuentro obteniendo un buen nivel de juego. El partido finalizaría 1-0 a favor de O'Higgins.

## Clubes
| Club                                        | Div.          | Temporada     | Liga  | Liga  | Copas Nacionales | Copas Nacionales | Torneos Internacionales | Torneos Internacionales | Total(3) | Total(3) |
| Club                                        | Div.          | Temporada     | Part. | Goles | Part.            | Goles            | Part.                   | Goles                   | Part.    | Goles    |
| ------------------------------------------- | ------------- | ------------- | ----- | ----- | ---------------- | ---------------- | ----------------------- | ----------------------- | -------- | -------- |
| O'Higgins · Chile                           | 1.ª           | 2025          | 1     | 0     | 0                | 0                | 0                       | 0                       | 1        | 0        |
| O'Higgins · Chile                           | Total club    | Total club    | 1     | 0     | 0                | 0                | 0                       | 0                       | 1        | 0        |
| Total carrera                               | Total carrera | Total carrera | 1     | 0     | 0                | 0                | 0                       | 0                       | 1        | 0        |
| (3) No incluye goles en partidos amistosos. |               |               |       |       |                  |                  |                         |                         |          |          |